# Преображенка (Нікопольський район)
Преобра́женка — село в Україні, у Томаківській селищній громаді Нікопольського району Дніпропетровської області. Населення — 1 369 осіб.

## Географія
Село Преображенка розташоване на березі пересихаючого струмка, який через 5 км впадає в річку Томаківка, на відстані 3 км розташоване село Баркове, за 5 км — село Зелений Гай. Поруч проходить автошлях Р73. Відстань до обласного центру — 75 км, районного центру — 63 км, смт Томаківка — 20 км.

## Історія
Перша згадка про Преображенку в історичних документах відноситься до 1869 році.
За часів УРСР в селі існував колгосп «Зірка», центральна садиба якого розміщена в Преображенці. Йому належало 11 117 га сільськогосподарських угідь, у тому числі 10 062 га орних земель. Господарство — зернової та м'ясо-молочного напрямку, спеціалізувалося на відгодівлі бройлерів.
18 серпня 2016 року Преображенська сільська рада, в ході децентралізації, об'єднана з Томаківською селищною громадою.
17 липня 2020 року, в результаті адміністративно-територіальної реформи та ліквідації Томаківського району, село увійшло до складу Нікопольського району.

## Населення

### Мова
Розподіл населення за рідною мовою за даними перепису 2001 року:
| Мова       | Кількість | Відсоток |
| ---------- | --------- | -------- |
| українська | 1307      | 95.47%   |
| російська  | 56        | 4.09%    |
| білоруська | 3         | 0.22%    |
| болгарська | 2         | 0.15%    |
| угорська   | 1         | 0.07%    |
| Усього     | 1369      | 100%     |

## Економіка
- ТОВ «Зірка»
- ТОВ «Оберіг»
- ТОВ «Гарант-Агро»
- ФГ «Скорук»

## Соціальна сфера
На території села — середня загальноосвітня  школа, у якій 22 вчителі навчають 185 учнів, будинок культури із залом на 475 місць, бібліотека з фондом 8650 книг, медичний пункт, відділення зв'язку, майстерня побутового обслуговування, вісім крамниць, кафе.

## Транспорт
- За 8 км від села проходять автобусні маршрути Дніпро — Нікополь, Марганець, Покров.
- За 25 км знаходиться залізнична станція Мирова на лінії Апостолове — Запоріжжя Придніпровської залізниці.

## Особистість
В селі народився Шевченко Іван Савич (1913 — ?) — художник театру.